# Johan Benjamin Blume
Johan Benjamin Blume, född 1719, död 1786, var boktryckare i Norrköping 1767-1786. Han övertog tryckeriet från Johan Edman 1767. Han bildade firma med Adolf Fredrik Raam 1782.